# Worcester Wolves

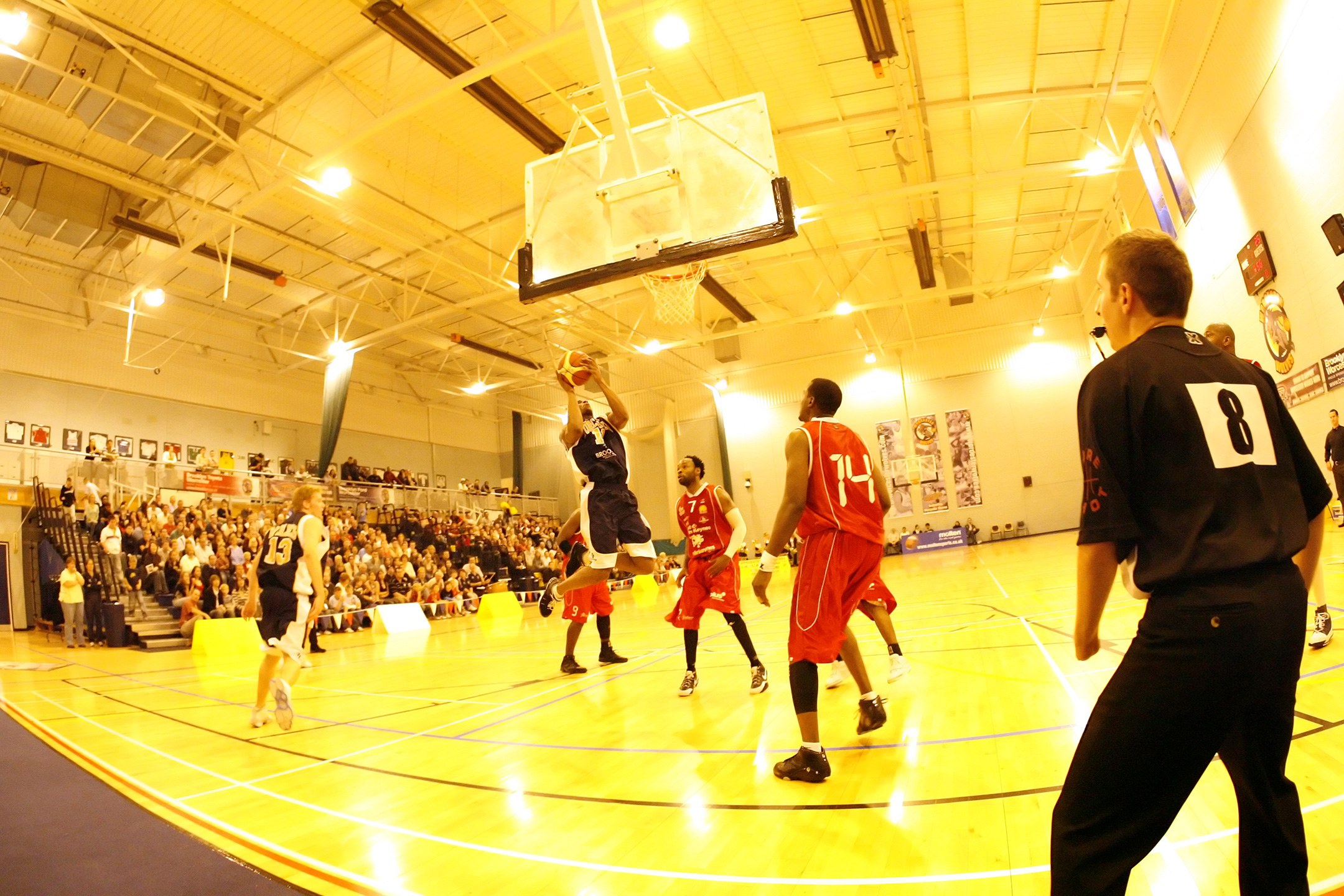
Universidad de Worcester Sports Centre, origen del equipo profesional de baseball Worcester Wolves.

El Worcester Wolves es un equipo de baloncesto británico con sede en la ciudad de Worcester, que compite en la BBL, la máxima competición de Reino Unido. Disputa sus partidos en la Worcester Arena, con capacidad para 2000 espectadores.

## Nombres
- Worcester Wolves (2000-)

## Registro por Temporadas
| Temporada        | División | Nivel | Liga Regular | Liga Regular | Liga Regular | Liga Regular | Liga Regular | Liga Regular | Play-Offs                                             | Trofeo                              | Copa                                   |
| Temporada        | División | Nivel | Posición     | Jugados      | Ganados      | Perdidos     | Puntos       | Porcentaje % | Play-Offs                                             | Trofeo                              | Copa                                   |
| ---------------- | -------- | ----- | ------------ | ------------ | ------------ | ------------ | ------------ | ------------ | ----------------------------------------------------- | ----------------------------------- | -------------------------------------- |
| Worcester Wolves |          |       |              |              |              |              |              |              |                                                       |                                     |                                        |
| 2000–2001        | NBL 3    | IV    | 2nd          | 22           | 18           | 3            | 36           | 0.818        | Semi-finals                                           | -                                   | -                                      |
| 2001–2002        | NBL 1    | III   | 9th          | 22           | 7            | 15           | 14           | 0.318        | NSC                                                   | -                                   | -                                      |
| 2002–2003        | NBL 1    | III   | 7th          | 16           | 6            | 10           | 12           | 0.375        | -                                                     | Quarter-finals (NT)                 | -                                      |
| 2003–2004        | EBL 2    | III   | 2nd          | 20           | 18           | 2            | 36           | 0.900        | Ganadores                                             | Ganadores (PC)                      | -                                      |
| 2004–2005        | EBL 1    | II    | 4th          | 22           | 13           | 9            | 26           | 0.591        | -                                                     | -                                   | -                                      |
| 2005–2006        | EBL 1    | II    | 4th          | 26           | 17           | 9            | 34           | 0.654        | Pierden en Cuartos-final con Manchester Magic, 80-76  | Ganadores (NT)                      | Quarter-finals (NC)                    |
| 2006–2007        | BBL      | I     | 10th         | 36           | 4            | 32           | 8            | 0.111        | NSC                                                   | 1st Round (BT)                      | 1st Round (BC)                         |
| 2007–2008        | BBL      | I     | 8th          | 33           | 14           | 19           | 28           | 0.424        | Pierden en Cuartos-final con Newcastle Eagles, 105-96 | 1st Round (BT)                      | Semi-Finals (BC)                       |
| 2008–2009        | BBL      | I     | 10th         | 33           | 11           | 22           | 22           | 0.333        | NSC                                                   | 1st Round (BT)                      | 1st Round (BC)                         |
| 2009–2010        | BBL      | I     | 9th          | 36           | 18           | 18           | 36           | 0.500        | NSC                                                   | Quarter-finals (BT)                 | Quarter-finals (BC)                    |
| 2010–2011        | BBL      | I     | 9th          | 33           | 15           | 18           | 30           | 0.455        | NSC                                                   | 1st Round (BT)                      | Quarter-finals (BC)                    |
| 2011–2012        | BBL      | I     | 3rd          | 30           | 22           | 8            | 44           | 0.733        | Pierden en Cuartos-final con Cheshire Jets, 167-154   | 1st Round (BT)                      | Semi-finals (BC)                       |
| 2012–2013        | BBL      | I     | 5th          | 33           | 20           | 13           | 40           | 0.606        | Pierden en Cuartos-final con Surrey Heat, 154-151     | Semi-finals (BT)                    | Quarter-finals (BC)                    |
| 2013–2014        | BBL      | I     | 3rd          | 33           | 27           | 6            | 54           | 0.818        | Winners, beating Newcastle Eagles                     | Winners, beating Glasgow Rocks (BT) | Quarter-final (BC)                     |
| 2014–2015        | BBL      | I     | 3rd          | 36           | 28           | 8            | 56           | 0.777        | Quarter-Finals                                        | Quarter-Finals (BT)                 | Quarter-Finals (BC)                    |
| 2015–2016        | BBL      | I     | 4th          | 33           | 19           | 14           | 38           | 0.576        | Quarter-Finals                                        | Semi-Finals                         | Quarter-Finals                         |
| 2016–2017        | BBL      | I     | 5th          | 33           | 20           | 13           | 40           | 0.606        | Semi-Finals                                           | Semi-Finals                         | Quarter-Finals                         |
| 2017–2018        | BBL      | I     | 7th          | 33           | 19           | 14           | 38           | 0.576        | Quarter-Finals                                        | Semi-Finals                         | Runners Up, losing to Cheshire Phoenix |

Notas:
- En 2001 la NBL se sustituyó por la Division One y se convirtió en el tercel nivel remplazando a la Division Two.
- En 2003 la NBL fue remplazada por la EBL y volvió la Division Two al tercel nivel.

## Palmarés

### Liga
- Subcampeones NBL Division Three: 2000/01 1
- Subcampeones EBL Division Two: 2003/04 1

### Playoffs
- Ganadores NBL Division Two Play Off: 2003/04 1

### Trophy
- Ganadores National Trophy : 2005/06 1

### Cup
- Ganadores Patron's Cup: 2003/04 1

### Plantilla actual
Actualiizado 12 de septiembre de 2013
| 12 | Bandera del Reino Unido                        | Kalil Irving       | Ala-Pívot |
| 14 | Bandera del Reino Unido                        | Harrison Turner    | Escolta   |
| 15 | Bandera de Nigeria · Bandera de Estados Unidos | Alex Owumi         | Alero     |
|    | Bandera de Canadá · Bandera del Reino Unido    | Jamal Williams     | Alero     |
|    | Bandera de Estados Unidos                      | Zaire Taylor       | Base      |
|    | Bandera de Estados Unidos                      | Ian Salter         | Pívot     |
|    | Bandera de Estados Unidos                      | Will Creekmore     | Pívot     |
|    | Bandera del Reino Unido                        | Caylin Raftopoulos | Base      |
|    | Bandera de Serbia · Bandera de Portugal        | Stefan Djukic      | Ala-Pívot |
|    | Bandera del Reino Unido                        | Disraeli Lufadeju  | Escolta   |
|    |                                                |                    |           |

### Jugadores Célebres
- Chuck Evans
- Randy George
- Markus Hallgrimson
- Skouson Harker
- Barry Lamble
- James Life
- Dave Mallon
- Anthony Martin
- Javi Múgica
- James Noel
- Anthony Paez
- Solomon Sheard
- Rick Solvason
- Harry Disy